# Vibrație

Vibrație după două diametre nodale a unei membrane elastice rotunde

Vibrația este un fenomen mecanic prin care oscilațiile apar în jurul unui punct de echilibru. Cuvântul vine din latină, vibrationem ("zgâlțâire, agitare"). Oscilațiile pot fi periodice, cum ar fi mișcarea unui pendul, sau aleatorii, precum mișcarea unui pneu pe un drum pietruit. Practic, orice obiect care are o mișcare alternantă, periodică sau nu, produce vibrații.
Vibrațiile pot fi de dorit: de exemplu, mișcarea unui diapazon, a unei trestii într-un instrument de cântat din lemn sau a unei armonici, a unui telefon mobil sau a conului unui difuzor.
În multe cazuri, totuși, vibrația este nedorită, se pierde energia și se creează un sunet nedorit. De exemplu, mișcările vibraționale ale motoarelor termice și electrice, sau ale oricărui dispozitiv mecanic în funcționare, sunt de obicei nedorite. Asemenea vibrații ar putea fi cauzate de dezechilibre în părțile rotative, frecare inegală sau uzarea dinților roților dințate. O proiectare atentă minimizează vibrațiile nedorite.
Studiul sunetelor și cel al vibrațiilor sunt strâns legate. Undele sonore sau de presiune sunt generate de structuri vibrante (de exemplu corzile vocale); aceste unde de presiune pot induce și vibrații în structuri (de exemplu, în tamburul urechii). Prin urmare, încercările de reducere a zgomotului sunt adesea legate de problemele legate de vibrații.
Atât sunetul cât și lumina sunt vibrații care se propagă sub formă de unde, dar au cauze și moduri de propagare diferite. În timp ce lumina este determinată de vibrațiile câmpurilor electromagnetice, se poate propaga printr-un mediu sau în vid, și oscilează într-un plan perpendicular pe direcția de deplasare, sunetul este o undă propagată prin diferențe de presiune, se poate propaga numai printr-un mediu (solid, lichid sau gazos), iar undele sale oscilează longitudinal, pe direcția de propagare.
Vibrația forțată este atunci când se aplică o perturbare variabilă de timp (sarcină, deplasare sau viteză) la un sistem mecanic. Perturbația poate fi o intrare periodică și staționară, o intrare tranzitorie sau o intrare aleatorie. Intrarea periodică poate fi o perturbație armonică sau non-armonică. Exemple de astfel de tipuri de vibrații includ o mașină de spălat care se agită din cauza unui dezechilibru, vibrațiile de transport produse de un motor sau un drum accidentat, sau vibrațiile unei clădiri în timpul unui cutremur. Pentru sistemele liniare, frecvența răspunsului la vibrații la starea de echilibru care rezultă din aplicarea unei intrări armonice periodice este egală cu frecvența forței sau mișcării aplicate, mărimea răspunsului fiind dependentă de sistemul mecanic real.

## Vibrația liberă fără amortizare

Modelul masei fixate pe un resort

Cea mai simplă formă de vibrație este cea al unui corp de masă m fixate pe un resort cu constanta elastică k. Dacă este deplasat din poziția de echilibru, corpul intră într-o mișcare armonică simplă.
Forța care acționează asupra corpului este:
{\displaystyle F=-kx},
unde semnul negativ indică faptul că forța se opune deplasării x.
Aplicând legea a doua a lui Newton:
{\displaystyle F=ma=m{\ddot {x}}=m{\frac {d^{2}x}{dt^{2}}}},
se obține ecuația diferențială ordinară:
{\displaystyle m{\ddot {x}}+kx=0},
prin a cărei rezolvare rezultă legea de mișcare a corpului:
{\displaystyle x=A\sin(\omega t+\phi _{0})},
unde A este amplitudinea mișcării, iar {\displaystyle \phi _{0}=\arcsin {\frac {x_{0}}{A}}} este dat de poziția inițială {\displaystyle x_{0}} a mobilului.
Prin derivare se obțin legile vitezei și ale accelerației corpului aflat în mișcare:
{\displaystyle v=\omega A\cos(\omega t+\phi _{0})},
{\displaystyle a=-\omega ^{2}A\sin(\omega t+\phi _{0})}.
Folosind relația lui Newton, se va deduce corelația dintre frecvența vibrației și constanta elastică:
{\displaystyle f={\frac {1}{2\pi }}{\sqrt {\frac {k}{m}}}.}

## Vibrația liberă cu amortizare

Modelul masă-resort-amortizor

În prezența unui amortizor vâscos (cum ar fi absorbantul de șocuri), forța de rezistență este proporțională cu viteza masei:
{\displaystyle R=-cv=-c{\dot {x}}=-c{\frac {dx}{dt}}}.
Se obține ecuația diferențială:
{\displaystyle m{\ddot {x}}+c{\dot {x}}+kx=0},
sau:
{\displaystyle {\ddot {x}}+2\alpha {\dot {x}}+\omega ^{2}x=0},
unde {\displaystyle \alpha ={\frac {c}{2m}}} este factorul de amortizare.
Ecuația caracteristică este: {\displaystyle r^{2}+2\alpha r+\omega ^{2}=0}, cu soluțiile:

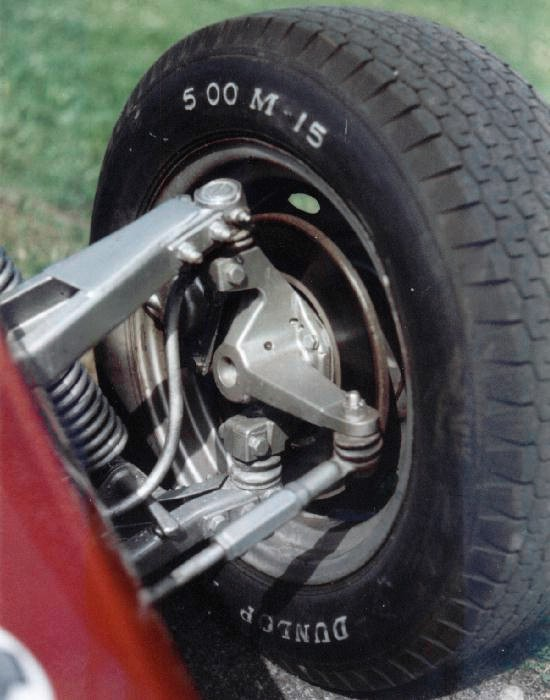
Suspensie auto: proiectarea controlului vibrațiilor face parte din ingineria acustică, auto sau mecanică.

{\displaystyle r_{1,2}=-\alpha \pm {\sqrt {\alpha ^{2}-\omega ^{2}}}}.